# On and On (The Fat Boys)
On and On è il sesto album del gruppo hip hop The Fat Boys, pubblicato nel 1989 e distribuito da Tin Pan Apple e dalla Polydor Records.
Le collaborazioni con Dr. Dre ed Ed Lover aprono e chiudono il disco, tuttavia l'album è uno dei minori risultati commerciali del gruppo, che fatica anche nelle classifiche statunitensi.
| Recensione | Giudizio |
| ---------- | -------- |
| AllMusic   | [ 1 ]    |

## Tracce
1. 'Yo' Venture: Doctor Dre & Ed Lover (featuring Dr. Dre & Ed Lover) – 1:01 (musica: Franklyn Grant)
2. Lie-Z – 5:19 (musica: Franklyn Grant)
3. Get Down – 4:56 (musica: Franklyn Grant)
4. T'ings Nah Go So – 3:54 (musica: Sonny Ochiai)
5. School Days – 3:25 (musica: Franklyn Grant)
6. It's Gettin' Hot – 3:02 (musica: Albert Cabrera)
7. On and On – 4:56 (musica: Franklyn Grant)
8. Just Loungin' – 3:56 (musica: Mark Morales, Mark Rooney)
9. Knock'em Out The Box – 3:43 (musica: Darren Robinson)
10. Braggin' – 4:22 (musica: Mark Morales, Mark Rooney)
11. She's Hookin' – 3:19 (musica: Franklyn Grant)
12. Trouble! – 3:08 (musica: Franklyn Grant)
13. If It Ain't One Thing It's Annuddah (Bruddah) – 3:21 (musica: Mark Morales, Mark Rooney)
14. Rainy Rainy – 4:13 (musica: Cliff Branch, Franklyn Grant)
15. After (Word!): Doctor Dre & Ed Lover (featuring Dr. Dre & Ed Lover) – 0:33 (musica: Franklyn Grant)

Durata totale: 53:08

## Classifiche

### Classifiche settimanali
| Classifica (1989)         | Posizione massima |
| ------------------------- | ----------------- |
| Stati Uniti               | 175               |
| US Top R&B/Hip-Hop Albums | 52                |